# Proteinus brachypterus
Proteinus brachypterus är en skalbaggsart som först beskrevs av Fabricius 1792.  Proteinus brachypterus ingår i släktet Proteinus, och familjen kortvingar. Arten är reproducerande i Sverige.